# Modunga metaspilata
Modunga metaspilata är en fjärilsart som beskrevs av Walker 1866. Modunga metaspilata ingår i släktet Modunga och familjen nattflyn. Inga underarter finns listade i Catalogue of Life.